# Tim Holland (Lyriker)
Tim Holland (* 31. August 1987 in Tübingen) ist ein deutscher Lyriker und Verleger.

## Leben und Werk
Holland studierte nach einer Ausbildung zum Buchhändler in Tübingen Literarisches Schreiben am Deutschen Literaturinstitut Leipzig. Seine Texte wurden in Zeitungen (u. a. B.Z., taz), Literaturzeitschriften (u. a. BELLAtriste, Edit, Epilog, Kolik, Poetin, STILL u.a.) und Anthologien (u. a. Jahrbuch der Lyrik und Lyrik von Jetzt 3) veröffentlicht. Im Frühjahr 2016 erschien sein Lyrikdebüt vom wuchern im gutleut Verlag und wurde u. a. in der Süddeutschen Zeitung besprochen. 2022 erschien beim Verlag Matthes & Seitz Berlin sein zweiter Gedichtband wir zaudern, wir brennen. Eine bearbeite Fassung des Langgedichts wurde mit dem Titel Die drei Jahreszeiten - Diorama einer mehr-als-menschlichen Revolution als kybernetische Installation beim Poesiefestival Berlin 2023 aufgeführt.
Holland übersetzte Gedichte von Vito Acconci und Keith Waldrop und Gebärdensprachpoesien von Rafael-Evitan Grombelka. Mit Tristan Marquardt und Hannes Munzinger gründete er 2017 den hochroth Verlag München im Rahmen des europäischen Verlagsnetzwerkes hochroth. Die Laudatio zu Hollands Leselenz-Stipendium hielt José F.A. Oliver.

## Veröffentlichungen

### Einzeltitel
- wir zaudern, wir brennen. Matthes & Seitz Berlin, Berlin 2022, ISBN 978-3-7518-7002-3.
- vom wuchern. gutleut Verlag, Frankfurt am Main 2016, ISBN 978-3-936826-90-6.
- theorie des waldes. gutleut Verlag, Frankfurt am Main 2016, ISBN 978-3-936826-91-3.

### Übersetzungen in
- Unmögliche Liebe. Die Kunst des Minnesangs in neuen Übertragungen. Mit Übersetzungen von Tim Holland. Hanser, München 2017, ISBN 978-3-446-25654-5.
- Keith Waldrop: gravitationen 1. Mit Übersetzungen von Tim Holland. Gutleut Verlag, Frankfurt am Main 2018, ISBN 978-3-936826-19-7.
- Keith Waldrop: gravitationen 2. Mit Übersetzungen von Tim Holland. Gutleut Verlag, Frankfurt am Main 2019, ISBN 978-3-936826-18-0.

### Herausgabe
- Kollaps und Hope Porn. 13 Zukunftsaussichten (mit Lukas Dubro). MaroVerlag, Augsburg 2022, ISBN 978-3-87512-855-0.

## Auszeichnungen
- 2013 Stipendium der Kunststiftung Baden-Württemberg[8]
- 2020 Stipendium des Deutschen Preises für Nature Writing[9]
- 2021 Stipendium des Recherchestipendium der Senatsverwaltung für Kultur und Europa
- 2022: Ver.di-Literaturpreis Berlin-Brandenburg für den Lyrikband wir zaudern, wir brennen[10]
- 2023 Leselenz-Stipendium[11]
- 2023 Stadtschreiber in Gelsenkirchen[12]